# Werner Baldessarini
Werner Baldessarini (* 23. Januar 1945 in Kufstein, Tirol) ist ein Manager, Modedesigner und ehemaliger Vorstandsvorsitzender der Hugo Boss AG.
Die nach ihm benannte 1993 gegründete Herren-Modemarke Baldessarini existiert – seit Ende 2007 allerdings ohne Werner Baldessarini – bis heute.

## Werdegang
Baldessarinis Großeltern waren italienischer Abstammung; sein Vater war österreichischer Textilhändler, seine Mutter stammte aus Nürnberg. Baldessarini, der von seinen Freunden „Rini“ genannt wird, wuchs in München auf und begann nach seinem Realschulabschluss mit 16 Jahren eine Lehre als Textilkaufmann im Münchner Herren-Modegeschäft Hirmer. Danach wurde er Einkäufer beim Herrenausstatter Wagenheimer in München und wurde 1971 Geschäftsführer.

### Hugo Boss
Im Jahre 1975 begann er seine Tätigkeit als Designer bei Hugo Boss. Der damalige Boss-Inhaber Uwe Holy hatte Baldessarini über Wagenheimer kennengelernt. Bei Hugo Boss wurde Baldessarini 1988 in den Vorstand berufen, den er ab 1998 auch leitete.
Unter der Leitung des damaligen Vorstandsvorsitzenden Peter Littmann und unter Baldessarinis Federführung als Chef-Designer wurde 1993 das nach ihm benannte hochpreisige Luxus-Label für den reiferen Herrn, Baldessarini, als Hugo Boss Top-Marke eingeführt. Ebenso 1993 wurde das jugendliche Label HUGO erstmals präsentiert. Unter Baldessarinis Leitung als Boss-Chef wurde das Sportswear-Label Boss Orange (1998) und die zunächst wenig erfolgreiche Damenmode-Linie Boss woman (2000) eingeführt. 2002 wurde Baldessarini in seiner Position als Vorstandsvorsitzender von Hugo Boss von Bruno Sälzer abgelöst und wechselte in den Aufsichtsrat des Unternehmens, welchem er bis 2005 angehörte. 2004 wurde Baldessarini als Tochterunternehmen aus der Hugo Boss AG ausgegliedert und der Firmensitz von Metzingen nach München verlegt.

### Ahlers
Am 23. August 2006 verkaufte Hugo Boss den Textil-Bereich von Baldessarini (bzw. die Baldessarini GmbH&Co KG sowie die Baldessarini Design- und Verwaltungs GmbH mit Sitz in München) an Werner Baldessarini. Im Hugo Boss Portfolio wurde Baldessarini durch die etwas niedriger positionierte Premium-Marke Boss Selection (bereits Ende 2003 lanciert) ersetzt. Am 24. August 2006 verkaufte Baldessarini wiederum die nach ihm benannte Marke für einen geschätzten Kaufpreis von zwischen 6 und 9 Mio. Euro an die Ahlers AG in Herford. Seit Ende 2007 wird die Marke Baldessarini ohne Werner Baldessarini geführt, obwohl er ursprünglich bis 2012 als Berater fungieren sollte. Ende 2010 wurde er in den Aufsichtsrat des österreichischen Strumpfherstellers Wolford berufen.

## Privates
Werner Baldessarini lebt mit seiner Ehefrau Cathrin (* 1963), die er 1995 heiratete, in Kitzbühel.
Am 11. September 2001 saß Baldessarini in einer Lufthansa-Maschine Richtung New York, als es dort zu den Anschlägen kam. Das Flugzeug wurde wie auch 37 andere Maschinen nach Gander, Neufundland umgeleitet. Zusammen mit Baldessarini strandeten rund 6500 Passagiere in Gander und saßen dort für vier Tage fest. Eine frühere Abreise, die ihm seitens seines Unternehmens angeboten wurde, lehnte er mit der Begründung ab, dass er diese tragische Zeit an der Seite der anderen gestrandeten Passagiere bis zum Ende durchstehen wolle.